# Međuvršje (jezioro)
Međuvršje (serb. Међувршје) – zbiornik zaporowy w Serbii. Powstał poprzez spiętrzenie wód Morawy Zachodniej.

## Charakterystyka
Jezioro położone jest na zachód od Čačaku. Leżą nad nim miejscowości: Međuvršje i Vidova. Jego otoczenie jest słabo zaludnione, wznoszą się w nim szczyty Ovčar i Kablar. Na południe od niego wybudowano tunel kolejowy.